# Sebastián Herrero Espinosa de los Monteros
Sebastián Herrero y Espinosa de los Monteros (Jerez de la Frontera, 20 gennaio 1822 – Valencia, 9 dicembre 1903) è stato un cardinale e arcivescovo cattolico spagnolo.

## Biografia
Ottenne la laurea in utroque iure all'Università di Siviglia. Fu poeta e commediografo: scrisse fra l'altro "García el Calumniador" e "El Conde Fernán González". Collaborò con diversi giornali. Nel 1856 entrò nella Confederazione dell'oratorio di San Filippo Neri.
Fu ordinato presbitero nel 1860 e dal 1861 fu rettore del seminario di Cadice. Fu vicario generale della diocesi di Cadice nel 1866 e nel 1868; fu anche canonico arciprete della cattedrale.
Il 17 settembre 1875 fu nominato vescovo di Cuenca e fu consacrato vescovo il 30 novembre dello stesso anno da José Félix Arriete Llano, vescovo di Cadice. Il 18 dicembre 1876 fu traslato alla diocesi di Vitoria. Nel 1880 per ragioni di salute rinunciò all'incarico vescovile e si ritirò a Sanlúcar de Barrameda.
Il 27 marzo 1882 fu nominato vescovo di Oviedo, sede da cui fu trasferito a Cordova il 15 marzo 1883. Pubblicò una collezione di poesia religiosa dedicata a papa Leone XIII. Nel 1888 fu nominato senatore del Regno di Spagna. Il 24 marzo 1898 fu promosso all'arcidiocesi di Valencia.
Papa Leone XIII lo elevò al rango di cardinale nel concistoro del 22 giugno 1903. Partecipò al conclave del 1903, che elesse papa Pio X. Il 27 agosto dello stesso anno ricevette il titolo dei Santi Bonifacio e Alessio.
Morì a Valencia e fu sepolto nella Cattedrale.

## Genealogia episcopale e successione apostolica
La genealogia episcopale è:
- Cardinale Scipione Rebiba
- Cardinale Giulio Antonio Santori
- Cardinale Girolamo Bernerio, O.P.
- Arcivescovo Galeazzo Sanvitale
- Cardinale Ludovico Ludovisi
- Cardinale Luigi Caetani
- Cardinale Ulderico Carpegna
- Cardinale Paluzzo Paluzzi Altieri degli Albertoni
- Papa Benedetto XIII
- Papa Benedetto XIV
- Papa Clemente XIII
- Cardinale Marcantonio Colonna
- Cardinale Giacinto Sigismondo Gerdil, B.
- Cardinale Giulio Maria della Somaglia
- Cardinale Luigi Emmanuele Nicolò Lambruschini, B.
- Cardinale Giovanni Brunelli
- Arcivescovo Lorenzo Barili
- Vescovo Félix María Arrieta y Llano, O.F.M.Cap.
- Cardinale Sebastián Herrero Espinosa de los Monteros, C.O.

La successione apostolica è:
- Vescovo Fernando Hüe y Gutiérrez (1882)
- Vescovo Manuel María Cerero y Soler (1900)